# Wehrtechnische Monatshefte
Wehrtechnische Monatshefte – Zeitschrift für Wehrtechnik, Wehrindustrie und Wehrwirtschaft (1953–1955 Wehrtechnische Hefte) war von 1935 bis 1968 eine deutsche  Fachzeitschrift für Militärtechnik. Sie wurde in der Nachkriegszeit von der Deutschen Gesellschaft für Wehrtechnik herausgegeben und erschien zuletzt bei Mittler in Frankfurt am Main. Ihr Nachfolger wurde die seit 1969 erscheinende Zeitschrift Wehrtechnik, ihr Vorgänger war Wehr und Waffen, die am 1. April 1931 die beiden Zeitschriften Artilleristische Rundschau und Heerestechnik vereinigt hatte und bis 1935 erschien.